# Матос, Убер
Убер Матос Бенитес (исп. Huber Matos Benítez; 26 ноября 1918, Провинция Орьенте — 27 февраля 2014, Майами) — кубинский государственный и общественный деятель, участник Кубинской революции, позднее политзаключённый, диссидент, эмигрант.

## Ранние годы
Был школьным учителем в Мансанильо, также владел рисоводческим хозяйством в провинции Камагуэй. После государственного переворота 1952 г. выступал против режима Батисты, который считал неконституционным.

## Участие в революции
В 1957 году помогал революционерам своим транспортом при доставке оружия из Сантьяго в горы. Затем длительное время находился в эмиграции в Коста-Рике и лишь во время решающих сражений в Сьерра-Маэстра он приземлился на самолёте в контролируемой партизанами зоне на Кубе и включился в борьбу. С 1956 года по 1959 год командовал 9-й колонной революционных повстанцев им. Антонио Гитераса. После победы революции был назначен командующим войсками в провинции Камагуэй. Находясь на посту командующего вооружёнными силами провинции, Матос поменял практически всех должностных лиц и поставил на их посты преданных себе лично людей, выступал против коммунистического варианта развития страны, открыто критиковал Рауля Кастро и Че Гевару.

## Опала

### Идеологические расхождения

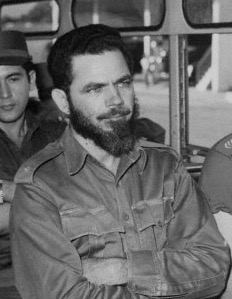
Матос в 1959 году

Матос был несогласен с коммунистическим вектором развития революции. Направил Фиделю личное письмо об отставке, в котором заявлял, что он порывает с революционным правительством из-за несогласия в подходе к проблеме коммунизма и отношения к коммунистам. Вместе с ним ушли ещё 15 человек.

### Реакция Кастро
Фидель расценил это как заговор, в частности основываясь на сообщении уполномоченного по проведению аграрной реформы в провинции Камагуэй Энрике Мендосы о том, что это письмо широко распространяется по провинции и что выступление Убера Матоса назначено на утро 21 октября 1959 года. Матос собрал всех офицеров в казармах полка и вёл проработку последних деталей акции. Ранним утром Фидель сам прибыл в город Камагуэй для разбирательства чрезвычайного дела. На центральной площади города Фидель обратился к тысячам граждан с краткой речью, сказав, что в провинции зреет заговор, возглавляемый Матосом, засевшим в настоящий момент в казармах полка, и что он прибыл, чтобы сорвать контрреволюционную вылазку. Фидель безоружным пошёл в казармы, увлекая за собой людей. Убер Матос и его основные сообщники были арестованы и отправлены в Гавану, а Фидель прямо с балкона казармы обратился с речью к сопровождавшим его жителям Камагуэя.

### Последствия
В 1960 году Матос был обвинён в подстрекательстве к мятежу и приговорён ревтрибуналом к 20 годам лишения свободы. Он отбыл этот срок полностью и в 1979 году был выслан с Кубы в Венесуэлу. Некоторое время жил в Каракасе, затем переехал в Коста-Рику, а потом уехал в Майами. Из США руководил правой партийной группой «Независимая и демократичная Куба» (Cuba Independiente y Democrática).

## Жизнь в США
Убер Матос скончался 27 февраля 2014 года в возрасте 95 лет в Майами. По словам родственников Матоса, 25 февраля он перенёс сердечный приступ и сам попросил врачей выключить его аппарат поддержания жизнедеятельности. В своём завещании он попросил его похоронить в Коста Рике. Также в письме есть обращение к венесуэльскому народу, однако детали сообщения не известны.

## Сноски
1. ↑  Кубинские эмигранты в Майами встретились с блогером–оппозиционеркой Санчес | ИноСМИ - Всё, что достойно перевода. Дата обращения: 9 марта 2014. Архивировано 9 марта 2014 года.
2. ↑  «Huber Matos» (Некролог), The Economist, Mar 13th 2014. Дата обращения: 17 марта 2014. Архивировано 17 марта 2014 года.
3. ↑  Убер Матос | Куба - любовь моя! (недоступная ссылка)
4. ↑  Старейший кубинский диссидент Убер Матос умер в Майами - BBC Russian - Лента новостей
5. ↑  ИТАР-ТАСС: Международная панорама - Кубинский революционер и диссидент Убер Матос скончался в Майами в возрасте 95 лет. Дата обращения: 9 марта 2014. Архивировано 1 марта 2014 года.
6. ↑  На 96-м году жизни умер экс-командир кубинских повстанцев - Газета.Ru | Новости. Дата обращения: 9 марта 2014. Архивировано 9 марта 2014 года.

## Внешние ссылки
- Первый год революции (недоступная ссылка)
- Сайт Убера Матоса (недоступная ссылка)